# Cayo Castaway
El Cayo Castaway o Cayo Gorda (en inglés: Castaway Cay) es una isla privada en las Bahamas, que sirve como puerto exclusivo para los barcos de la Disney Cruise Line, Disney Wonder, Magic Disney, Disney Dream y Disney Fantasy. Se encuentra cerca de Isla de Gran Ábaco y era conocida antes como Cayo Gorda. Es propiedad en su totalidad de la compañía Walt Disney, dándoles un control sustancial sobre la experiencia de los visitantes a la isla. Disney adquirió Castaway Cay, en febrero de 1996. 

## Historia
En 1654 se hundió frente a las costas de la isla el galeón español Jesús María de la Médica Concepción, también conocido como El Capitán, por ser el buque principal de la flota. El barco transportaba 3 millones de pesos de plata, 2.212 lingotes, 216 cofres de monedas y 22 cajas de plata forjada. La plata rescatada del barco por los españoles fue llevada a Cuba y cargada en el Nuestra Señora de la Maravilla, pero también se hundió el 4 de enero de 1656. La plata fue rescatada de nuevo y cargada en el Madama do Brasil, que se hundió cerca de Cayo Gorda en 1657. 
En 1844, el Pantheon se encontró con vientos huracanados que le hicieron perder las velas y provocar un incendio. El barco llegó a tierra cerca de Cayo Gorda y se quemó hasta la línea de flotación. La tripulación fue rescatada por el Water Witch. En 1846, el bergantín Monument of Portland navegaba hacia Matanzas, llevando un cargamento de tablas, chinchorros y pescado, cuando «naufragó totalmente en Cayo Gorda». La carga y los materiales fueron recuperados, llevados a Charleston, Carolina del Sur, y vendidos.
En 1884, el barco George B. Douglass navegaba de Roatán a Nassau, cuando se vio atrapado en una fuerte tormenta y desarrolló una fuga. El capitán Anderson y su tripulación escaparon en un bote salvavidas. «Poco después de que se alejaran de la goleta, ésta dio un bandazo y desapareció». La tripulación se encontraba a la deriva frente a Cayo Gorda cuando fueron encontrados por la goleta Isle of June y remolcados a Nassau.
El domingo 12 de agosto de 1928, el SS Munamar, propiedad de Munson Steamship Line, encalló en Cayo Gorda y no pudo liberarse. Los pasajeros fueron sacados el lunes 13 de agosto por el remolcador Lady Cordeaux. El lunes 20 de agosto se informó que el barco había sido reflotado con éxito.

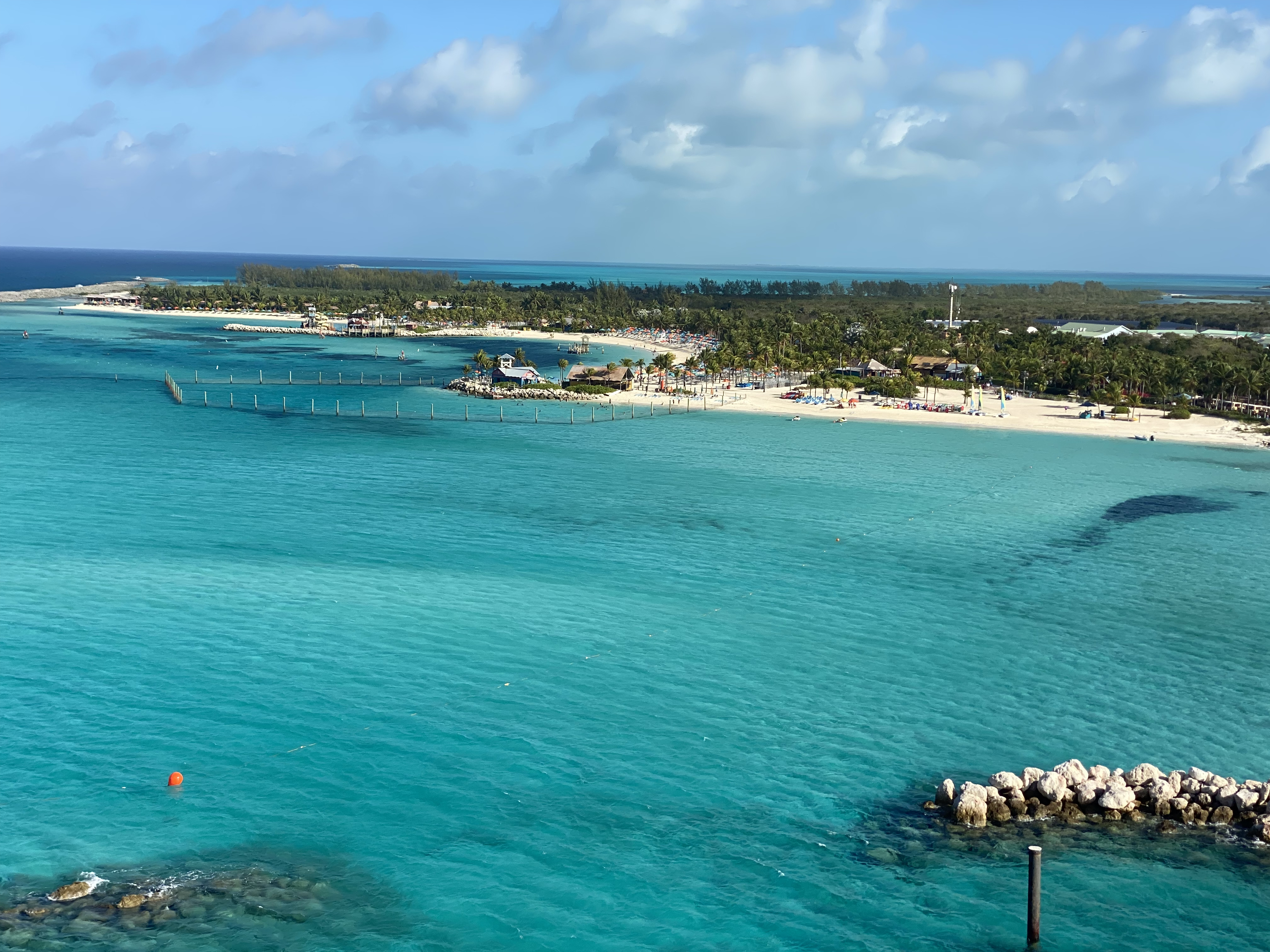
Una de las playas de la isla

La pista de aterrizaje de Gorda (actual aeropuerto de Castaway Cay) fue utilizada en los años 30 como parada de contrabandistas y, más tarde, de traficantes de drogas.
En 1934 empezaron a circular noticias sobre el hallazgo en la isla de antiguas monedas de oro y jarras de barro. Otis Barton realizó inmersiones en la isla para investigar la existencia de tesoros hundidos, pero no encontró nada. En 1950, dos hombres, Roscoe Thompson y Howard Lightbourne, descubrieron en el fondo marino, cerca de Cayo Gorda, un lingote de plata de 72 libras con la marca de fundición de 1652. La noticia del descubrimiento no se dio a conocer hasta que se pudo autentificar. Los hombres vendieron el lingote de plata a Albert E. Worswick, quien lo donó a la Junta de Desarrollo de las Bahamas, donde se expuso en el centro de información turística.
El escritor John Alden Knight visitó la isla en agosto de 1953 para pescar bonefish.
En octubre de 1953, se difundió la noticia de que el escritor Harry E. Rieseberg había descubierto el pecio de El Capitán, frente a la costa de Cayo Gorda. En realidad, era el Madama do Brasil el que había estado transportando el tesoro recuperado de El Capitán. Rieseberg publicó su libro The Sea of Treasures (El mar de los tesoros), basado en su trabajo de recuperación de artefactos del pecio. Roscoe Thompson y Howard Lightbourne, dudando de la publicidad del descubrimiento de Rieseberg, regresaron a Cayo Gorda en 1956 para continuar su búsqueda del tesoro perdido del Madama do Brasil.
En 1954, Cayo Gorda se promocionó como una isla a visitar por sus buenas oportunidades de pesca. Posteriormente, en 1956 se celebró un concurso de pesca alrededor de la isla.
En 1958, se puso en marcha la producción de una película titulada El tesoro de Cayo Gorda, con una historia escrita por John Steinbeck, obra del productor Kevin McClory y protagonizada por Burgess Meredith. Juano Hernández. buscó otros lugares de rodaje en Carolina del Norte. McClory no pudo reunir los fondos necesarios para la película, que nunca llegó a realizarse.
El sábado 11 de noviembre de 1961, el capitán Julian Harvey, del Bluebelle, llevó a los invitados del barco, la familia Duperrault, a visitar Cayo Gorda. El 12 de noviembre, cometió un asesinato en masa del que sólo sobrevivió Terry, el hijo de 11 años de la familia.
Gorda  también se utilizó para otros rodajes. La playa donde Tom Hanks se encuentra por primera vez con Daryl Hannah en Splash está en la isla, y partes de la película Piratas del Caribe: la maldición de la Perla Negra también se rodaron en el cayo.
En 1997, Disney Cruise Line negocio con el gobierno de Bahamas un contrato de arrendamiento de 99 años para Cayo Gorda  y la rebautizó como Castaway Cay, con la intención de convertirlo en su isla privada. La compañía gastó 25 millones de dólares en 18 meses de construcción, lo que incluyó el dragado de 50.000 camiones de arena del océano Atlántico. El muelle y sus accesos (un canal de 1.700 pies) se construyeron para permitir que los barcos de Disney atracaran directamente junto a la isla, eliminando así la necesidad de que los pasajeros desembarcaran en embarcaciones auxiliares.
En 2015 se añadió una carrera adicional, Castaway Cay Challenge, a la serie de maratones de fin de semana de Walt Disney World, con la carrera 5K que se celebra en Castaway Cay.

## Turismo
Castaway Cay fue la primera isla privada en la industria de cruceros
 donde el barco atraca junto a los huéspedes para que los huéspedes no tengan que licitarse para aterrizar.
• Los invitados pueden enviar por correo un mensaje de recuerdo especial a familiares y amigos en casa, utilizando la oficina de correos de Castaway Cay.
• El agua se adquiere en el puerto de Cañaveral y los barcos la envían a Castaway Cay en un tanque de almacenamiento de agua dulce de 80,000 galones en la isla.
• Aproximadamente 60 miembros de la tripulación de Disney Cruise Line viven y trabajan a tiempo completo en Castaway Cay.